# An Jung-hwa
An Jung-hwa (20 de fevereiro de 1981) é uma handebolista sul-coreana. medalhista olímpica.
An Jung-hwa fez parte da geração medalha de bronze em Pequim 2008. 